# Darius Washington
Pour les articles homonymes, voir Washington.
Darius  Washington, né le 6 décembre 1985 à Winter Park (Floride), est un joueur professionnel américain de basket-ball naturalisé macédonien. Il évolue au poste de meneur.

## Biographie
Darius Washington développe ses aptitudes au basket-ball auprès du lycée de Edgewater à Orlando avant de rejoindre les Tigers de l'université de Memphis qui joue en première division NCAA. Il est gratifié du titre de rookie de l'année de sa conférence.

### En club
Le 25 avril 2006, Washington se déclare à la draft 2006 de la NBA bien avant la fin de son cursus universitaire. Cependant, aucune franchise de la National Basketball Association (NBA) ne le choisit. Il est finalement choisi par la franchise de la NBA Development League (ou D-League) des Toros d'Austin mais il préfère s'engager avec le club grec du PAOK Salonique en 2006. Il rejoint peu après le club tchèque de ČEZ Nymburk au cours de la saison 2006-2007. Il joue la Coupe ULEB avec les deux clubs.
Le 23 août 2007, il rejoint la franchise des Spurs de San Antonio avant d'être envoyé en D-League avec l'équipe des Toros d'Austin à partir de novembre 2007. Il est finalement relâché par les Spurs le 28 décembre 2007. En 18 apparitions en NBA, Washington affiche des statistiques moyennes de 2,9 points et 1,1 rebond en 8 minutes par match.
En janvier 2008, il signe un contrat de deux ans en faveur du club grec de l'Aris Salonique qui dispute l'Euroligue. Le club le libère au bout de la première saison. En octobre 2008, Washington part en Russie auprès du club de Ural Great Perm avant d'explorer le championnat turc à partir de juillet 2009 avec l'équipe de Galatasaray. Pour la saison 2010-2011, il s'engage avec le club italien de la Virtus Rome. En février 2013, il rejoint le club français du Le Mans Sarthe Basket, club avec lequel il évolue jusqu'à la fin de saison.

### En équipe nationale
Washington bénéficie de la citoyenneté macédonienne et est connu sous le nom de Darius Vašington (Дариус Вашингтон en alphabet cyrillique). Il joue pour l'équipe de Macédoine de basket-ball en 2009.

## Palmarès
- 2006 - 2007 : Champion de Tchéquie avec ČEZ Nymburk
- 2006 - 2007 : Vainqueur de la coupe de Tchéquie avec ČEZ Nymburk

## Distinctions personnelles
- nommé MVP[5] de la semaine 7 de l'Euroligue en 2010
- nommé MVP du All-Star Game 2007 du championnat de République tchèque

## Clubs
- 2006 0 0000 :  PAOK Salonique (ESAKE)
- 2007 0 0000 :  ČEZ Nymburk (Ligue de République tchèque)
- 2007 0 0000 :  Spurs de San Antonio (NBA)
- 2007 0 0000 :  Toros d'Austin (D-League)
- 2008 0 0000 :  Aris Salonique (ESAKE)
- 2008 - 2009 :  Ural Great Perm (Superligue)
- 2009 - 2010 :  Galatasaray (TBL)
- 2010 - 2011:  Virtus Rome (Lega A)
- 2011 - 2012 :  Türk Telekom Ankara (TBL)
- 2013 0 0000 :  Le Mans (LNB)
- 2013 - 2014 :  Eskişehir Basket (en) (TBL)
- 2014-2015 :  ČEZ Nymburk (Ligue de République tchèque)